# Variraptor
Variraptor („Lupič od řeky Var“) byl rod malých „srpodrápých“ dinosaurů z čeledi Dromaeosauridae. Žil v období svrchní křídy na území dnešní Francie (Provence). Tento asi 2,7 metru dlouhý dravec byl o něco menší než příbuzný rod Deinonychus. Menší teropod byl popsán na základě různých fragmentů kostry (obratle, kosti končetin ad.) v roce 1998 pod názvem V. mechinorum. Dodnes je znám pouze jediný druh tohoto rodu.